# BLK Jeez
Darnell Kittrell (né le 25 avril 1979 à Philadelphie, Pennsylvanie), est un catcheur (lutteur professionnel) américain plus connu pour son travail à la Combat Zone Wrestling sous le nom de ring de BLK Jeez.

## Carrière

### Débuts (2000-2004)
Kittrell commence sa carrière en février 2000 et remporte son premier titre le 5 août en devenant champion poids-lourds junior de la HPW après sa victoire sur Insayashi,. Il devient ensuite champion des poids mi-lourds de la DIW le 7 septembre 2001 puis champion des poids mi-lourds du WWC (Vineland) le 23 février 2002.

### Combat Zone Wrestling (2004-...)
Lors de CZW Cage Of Death VII - Living In Sinn, lui et Eddie Kingston perdent contre The Kings of Wrestling (Claudio Castagnoli et Chris Hero) et ne remportent pas les CZW World Tag Team Championship.
Le 10 septembre 2010, Sabian a changé son nom de ring pour BLK Jeez et plus tard il perd contre Adam Cole et ne remporte pas le CZW World Junior Heavyweight Championship. Le 11 décembre, lui et Joker forment l'équipe Philly's Most Wanted et ils remportent les vacants CZW World Tag Team Championship en battant The Osirian Portal (Amasis et Ophidian). Lors de CZW Twelve: Anniversary, ils perdent les titres contre The Briscoe Brothers (Jay Briscoe et Mark Briscoe). Lors de CZW Status Update: Fantastic, il bat Jay Briscoe avant de prendre une pause de la CZW afin de partir en tournée avec la Big Japan Pro Wrestling.
Lors de Answering the Challenge, ils perdent les titres contre les Beaver Boys.

### Total Nonstop Action Wrestling (2012–2013)
Lors de  One Night Only: X-Travaganza 2013, lui et Anthony Nese perdent contre Douglas Williams et Kid Kash.

## Palmarès
- American Championship Pro Wrestling
  - 2 fois ACPW Junior Heavyweight Championship

- Combat Zone Wrestling
  - 1 fois CZW World Heavyweight Championship
  - 3 fois CZW World Junior Heavyweight Championship
  - 8 fois CZW World Tag Team Championship avec Ruckus (4), Robbie Mireno (1), Joker (2), et Pepper Parks (1)
  - Best of the Best 8
  - 8e CZW Triple Crown Champion

- Dangerously Intense Wrestling
  - 1 fois DIW Cruiserweight Championship

- Eastern Wrestling Alliance
  - 1 fois EWA Cruiserweight Championship

- Extreme Rising
  - Extreme Rising Match of the Year (2012) vs. The Briscoe Brothers vs. Dramáticos

- Hybrid Pro Wrestling
  - 1 fois HPW Junior Heavyweight Championship

- Jersey All Pro Wrestling
  - 1 fois JAPW Light Heavyweight Championship (actuel)

- Maryland Championship Wrestling
  - 1 fois MCW Cruiserweight Championship
  - 1 fois MCW Tag Team Championship avec Ruckus

- Maven Bentley Association
  - 1 fois MBA Tag Team Championship avec Eddie Kingston

- World Xtreme Wrestling
  - 1 fois WXW Cruiserweight Championship
  - 1 fois WXW Elite Tag Team Championship avec Devon Moore

## Récompenses des magazines
- Pro Wrestling Illustrated

| Année | 2006 | 2007 | 2008       | 2009 | 2010       | 2011 | 2012 | 2013 | 2014 | 2015 | 2016 | 2017 |
| ----- | ---- | ---- | ---------- | ---- | ---------- | ---- | ---- | ---- | ---- | ---- | ---- | ---- |
| Rang  | 392  | 445  | Non classé | 377  | Non classé | 466  | 315  | 247  | 306  | 259  | 336  | 339  |